# طريق مطار بغداد
طريق مطار بغداد هو طريق سريع في بغداد يبلغ طوله 12 كيلومتر، يربط المنطقة الخضراء بمطار بغداد الدولي، ويربط كذلك مناطق واحياء أخرى في بغداد بالمطار.

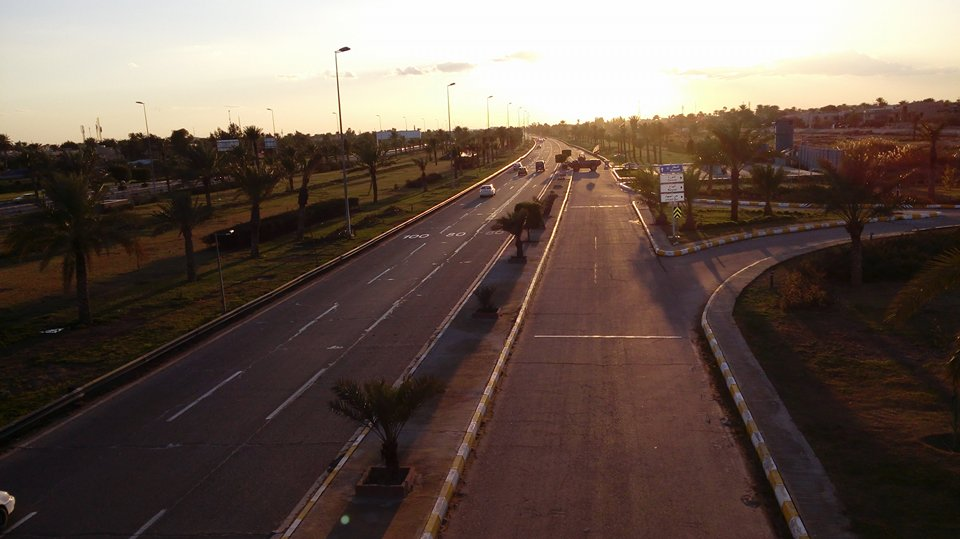